# Castel Malgolo
Castel Malgolo è uno dei tanti castelli dell'Anaunia, situato nell'omonima frazione di Malgolo nel comune di Romeno in Trentino-Alto Adige. Residenza privata, ammirabile solamente nella suggestiva cornice esterna, Castel Malgolo sorge lungo la statale che collega l'abitato di Romeno all'omonima frazione di Malgolo. Incorniciato dalla lussureggiante vegetazione circostante, il castello colpisce soprattutto per la sua duplice natura di fortezza medievale da un lato ed elegante residenza romantica dall'altro.

## Storia
In origine costituito solamente dalla cosiddetta "Torre Grande", il castello viene ricordato fin dal 1342 quando, di proprietà dei signori di Coredo, era utilizzato come casa fortezza affittuaria. 
Per acquisto nel 1425 dal notaio Nicoló fu Paolino di Fondo, ramo cadetto della famiglia dei Malosco, passò poi alla nobile famiglia dei Conti de Concini di Casez, infatti oggi se si entra si può vedere l'albero genealogico della famiglia partendo da Concino Concini, con bellissimi ritratti di ciascuno dei Concini. Inoltre ci sono numerosi oggetti appartenenti alla famiglia dei Concini.
Col passare dei secoli l'originario impianto tipicamente medievale del castello venne ampliato e trasformato ad opera dei proprietari: la nobile famiglia de Concini per prima che lo passò poi per via ereditaria ai de Betta. Nel 1891 fu acquistato dal barone e generale Raffaele de Concini che lo salvò dalla rovina restaurandolo con ingenti spese sino al 1914. Un anno dopo la morte del barone (1922), la moglie vendette il castello al conte Camillo Premoli di Cremona che continuò l'opera di restauro. Venne così col passare degli anni modificato e ampliato fino a raggiungere l'aspetto di residenza nobiliare attuale, caratterizzata da torri angolari e da una bella serie di finestre seicentesche, dove lo spirito tipicamente romantico si sposa perfettamente con la funzionalità dell'architettura medievale.
Recentemente, i Premoli lo hanno venduto ad eredi dell’antica famiglia De Concini, già proprietaria del castello nei secoli passati 
Il castello è una residenza privata, rimane pertanto chiuso al pubblico.